# Sacculoppia singularis
Sacculoppia singularis är en kvalsterart som beskrevs av Balogh och Sandór Mahunka 1968. Sacculoppia singularis ingår i släktet Sacculoppia och familjen Oppiidae. Inga underarter finns listade i Catalogue of Life.